# Varsity Stadium
Il Varsity Stadium è uno stadio situato a Toronto, in Canada. Fa parte del campus sportivo dell'Università di Toronto e ospita le squadre universitarie di diverse discipline. In passato ha ospitato anche le squadre cittadine di diversi sport, principalmente calcio e football canadese.

## Storia

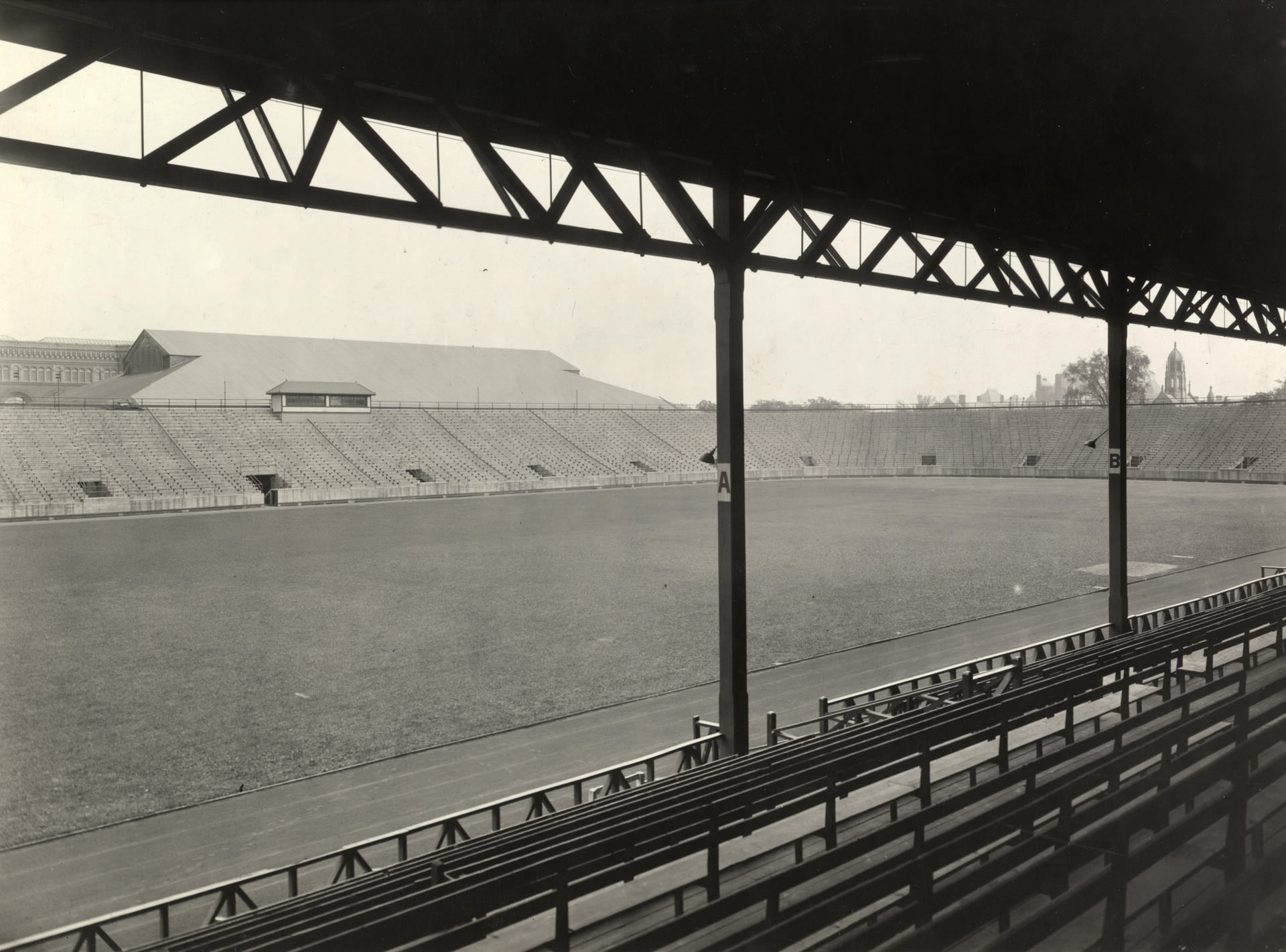
Il Varsity Stadium in una foto d'epoca

L'area su cui adesso sorge l'impianto viene utilizzata dalle squadre sportive dell'Università di Toronto sin dal 1898, ma fu solo nel 1911 che l'amministrazione universitaria decise di costruire uno stadio vero e proprio. La prima struttura era dotata di tribune di legno per una capienza di 7.200 spettatori, e sin dai suoi primi anni ospitò, oltre alla squadra universitaria dei Varsity Blues, la squadra di football cittadina dei Toronto Argonauts.
Sin dagli anni '30 emerse la necessità di ampliare il numero di posti a sedere, ma la crisi economica di quegli anni e lo scoppio della seconda guerra mondiale non permisero la realizzazione di modifiche sostanziali. Bisognerà attendere fino al 1950 per un rinnovamento complessivo della struttura: le nuove tribune in cemento armato potevano ospitare 21.739 spettatori, incrementabili fino a 27.000 grazie a delle strutture provvisorie.
Nel 1959 gli Argonauts lasciarono il Varsity per spostarsi nel nuovo Exhibition Stadium, tuttavia a partire dagli anni '60 l'impianto divenne la casa delle diverse squadre di calcio della città: ad esempio proprio nello stadio di Toronto venne disputata l'ultima partita della storia della NASL, fra i padroni di casa dei Toronto Blizzard e i Chicago Sting.
Nel 1976 si disputarono al Varsity anche alcuni incontri del torneo di calcio delle olimpiadi di Montréal.
Con il venir meno di squadre professionistiche occupanti la struttura, lo stadio divenne sovradimensionato per le esigenze dell'Università e troppo costoso da manutenere. Nel 2001 si decise quindi di abbattere l'impianto e costruirne uno di dimensioni minori.

## Caratteristiche
Dopo l'ultimo intervento di ristrutturazione del 2007, l'impianto dispone di 5.000 posti a sedere, in un'unica tribuna su uno dei lati lunghi del campo. Attorno al campo da gioco si trova una pista di atletica da otto corsie di tipo internazionale, lunga 400 metri. Nei mesi invernali il campo viene coperto da una tensostruttura gonfiabile, detta Varsity Dome, che consente di proseguire l'attività sportiva nonostante il clima rigido canadese.